# Верность (роман)
«Верность» (англ. Fidelity) — роман американской писательницы Сьюзен Гласпелл, опубликован в 1915 году. Сюжет романа завязан вокруг вращается молодой девушки Рут Холланд (англ. Ruth Holland) из города Фрипорт, штат Айова. Она бросает вызов социальным устоям своего времени, когда влюбляется в женатого мужчину и сбегает с ним в Колорадо. По возвращении в родной город через 11 лет её ждут смерть отца, распад семьи и неприятие со стороны близких людей.
Хотя роман не был хорошо принят критиками при первой публикации, в более поздних обзорах он оценён положительно, а профессор английского языка Марша Ноу (англ. Marcia Noe) в 1983 году объявила его лучшим романом Гласпелл.

## Построение
Роман построен вокруг «моментов ожидания и раскрытия» и переносит читателя между событиями прошлого и настоящего, а также между основной историей и вспомогательными сюжетами. Сложные моральные проблемы рассматриваются с разных точек зрения. Неоднозначность дилеммы Рут отражается с помощью техники смены точек зрения, созданной психологом Уильямом Джеймсом. Гласпелл освещает тему с помощью различных «лампочек» в том смысле, что разные персонажи представляют собственные суждения относительно понятия верности.

## Тема и сюжет
«Верность» — третий роман Гласпелл. В нём рассмотрено понятие верности женщины браку, мужчинам, обществу, семье и особенно себе самой. Вдохновением для сюжета стал собственный жизненный опыт писательницы, в первую очередь, отношениях с Джорджем Крэмом Кук, который был женат на момент встречи с Гласпелл и не мог на ней жениться до развода.
В романе затронуты главные для Гласпелл темы: противоречивые отношения между женщинами и обществом; конфликты, возникающие в результате столкновения стремления женщины к свободе и необходимостью быть частью сообщества или семьи, становящихся источником подавления. Рут Холланд, главная героиня Гласпелл, — пылкая девушка, изо всех сил пытающаяся стать новой женщиной и избавить себя от бинарных гендерных стереотипов, отстаиваемых патриархальным обществом, в котором она живёт. Ей приходится сталкиваться с последствиями своих поступков, чтобы решить, была ли она неверна требованиям общества или верна своим нуждам и желаниям. По словам Барбары Озебло Райковска (англ. Barbara Ozieblo Rajkowska), автора книги Susan Glaspell: A Critical Biography, Гласпелл показывает моральные проблемы с разных точек зрения, а не только как состязание между добром и злом. В своем романе Гласпелл разрушает романтические мифы о любви и браке. Роман служит иллюстрацией тому, как Гласпелл видела общество среднего класса, которое расценивает брак как конечную цель, и показывает, что нельзя ожидать, что романтическая любовь станет единственным смыслом существования каждого.

## Публикации
На английском языке
- Glaspell, Susan. Fidelity :  [англ.]. — Boston : Small, Maynard & Co., 1915. — 424 p.

На русском языке
- Гласпелл, С. Верность : Роман / С. Гласпелл ; Пер. с англ. А. С. Полоцкой ; Обложка: Н. В. Михаловская. — Л. : Мысль, 1928. — 270, [2] с.